# Walter Pagel
Walter Traugott Ulrich Pagel (Berlino, 12 novembre 1898 – Londra, 25 marzo 1983) è stato un patologo e storico della scienza tedesco.

## Biografia
Pagel nacque a Berlino come figlio del famoso medico e storico della medicina, Julius Leopold Pagel. Sposò la dottoressa Magda Koll nel 1930. Nel 1930 ebbe un figlio di nome Bernard. Pagel fece il dottorato a Berlino nel 1922 e diventò professore presso l'Università di Heidelberg nel 1931. La famiglia si trasferì in Gran Bretagna nel 1933, a causa della persecuzione degli ebrei.
Pagel fu patologo presso l'ospedale centrale di Middlesex, Harlesden, nel Grande Londra. Dal 1939 al 1956, lavorò presso l'Ospedale Clare Hall, Barnet, Herts, dal 1956 al 1967. Dopo la sua pensione iniziò a scrivere la storia della medicina.

## Opere principali
- The Religious and Philosophical Aspects of Van Helmont’s Science and Medicine, Baltimore: The Johns Hopkins Press, 1944.
- Paracelsus: An Introduction to Philosophical Medicine in the Era of the Renaissance, New York: Karger, 1958; 2nd. ed. 1982, traduzione in francese e tedesco, 1962.
- William Harvey's Biological Ideas: Selected Aspects and Historical Background, New York: Karger, 1967.
- New Light on William Harvey, New York: Karger, 1976.
- Joan Baptista van Helmont: Reformer of Science and Medicine, Cambridge: Cambridge University Press, 1982.
- The Smiling Spleen: Paracelsianism in Storm and Stress, New York: Karger, 1984.